# 古川侑利
古川 侑利（ふるかわ ゆうり、1995年9月8日 - ）は、佐賀県武雄市出身の元プロ野球選手（投手）。右投右打。

## 経歴

### プロ入り前
高校野球の経験者である父親の影響で、武雄市立武内小学校の3年時に投手として野球を始め、武雄市立武雄北中学校在学中には、投手や三塁手として佐賀県の中学野球大会へ出場した。
佐賀県立有田工業高等学校への進学後は、1年夏からのベンチ入りを経て、2年秋からエースの座を確保。3年時の5月から6月にかけて開催された第60回NHK杯佐賀県高等学校野球大会では、決勝戦で敗れながらも、通算投球イニング40回2/3で40奪三振を記録した。夏の全国高等学校野球選手権佐賀大会では、決勝までの5試合（投球回数47イニング）通算で47三振を奪い、いずれの試合でも1点差の完投勝利を記録。学校創立114年目にして、チームを春夏通じて阪神甲子園球場での全国大会初出場へ導いた。本大会では、大垣日本大学高等学校との1回戦で、当時の自己最速記録であった148km/hを記録。5回までに3点を失いながらも、チームは逆転勝利を果たした。常葉学園菊川高等学校との2回戦では、桒原樹から公式戦では初めての被本塁打を喫するなど、4回までに5点を失った末にチームも敗戦。この年の夏の選手権大会では、佐賀県大会2回戦からの7試合で、通算935球を投げた。その一方で、4番打者も務めていたことから、NPB球団の一部からは打者として評価されていた。
東北楽天ゴールデンイーグルスなどのNPB8球団から調査書が届いたことを受けて、3年夏の選手権大会後の2013年9月に、プロ志望届を日本学生野球協会へ提出し、10月24日に開催されたNPBドラフト会議では楽天から4巡目で指名。契約金3000万円、年俸600万円（金額は推定）という条件で入団した。有田工業高校出身者からのNPB入りは初めてで、背番号は60。

### 楽天時代

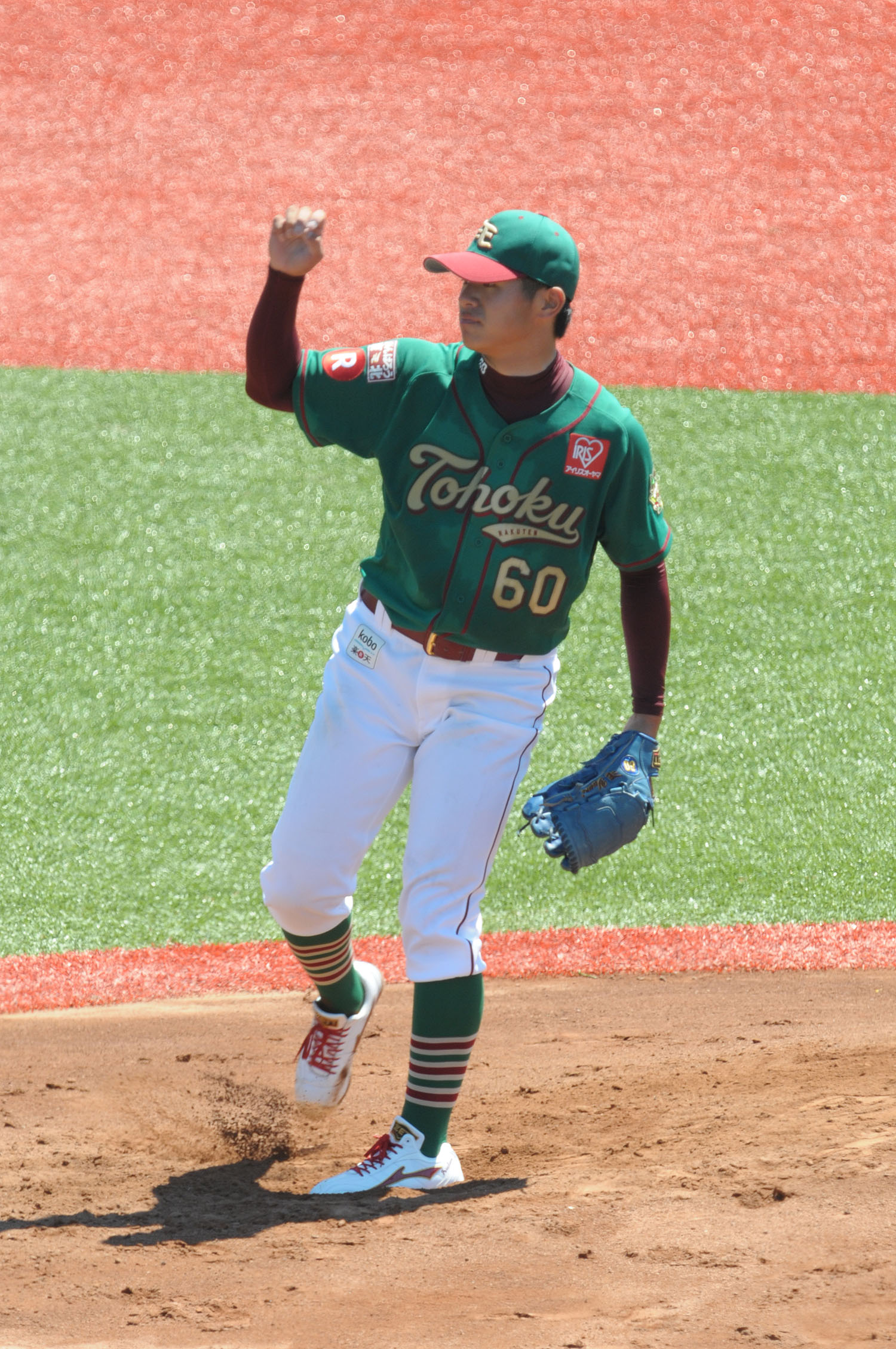
2014年8月3日、水林グリーンスタジアムにて

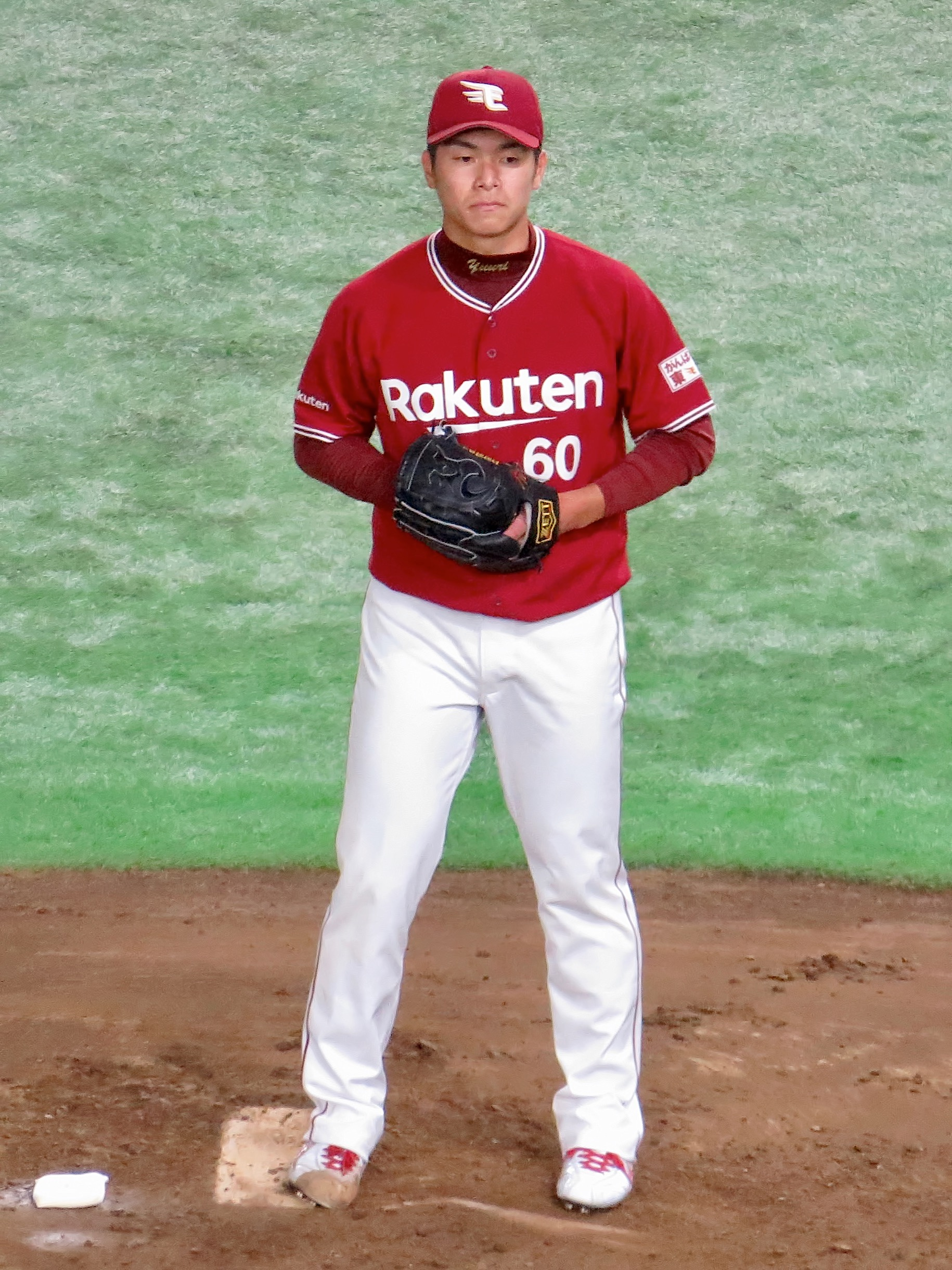
2018年6月5日、東京ドームにて

2014年は4月20日の北海道日本ハムファイターズとの二軍戦で公式戦デビュー。8月22日の千葉ロッテマリーンズとの二軍戦では9回6安打2四球3奪三振無失点の内容で完封勝利を挙げるなど、イースタン・リーグで14試合に登板し、2勝1敗2セーブ・防御率3.26を記録すると、9月11日に出場選手登録され、同14日の埼玉西武ライオンズ戦でプロ初登板を果たした。9月16日に出場選手登録を抹消されると、そのまま二軍でシーズンを終えたものの、ルーキーイヤーは一軍で2試合に登板して防御率4.50を記録。オフに現状維持となる推定年俸600万円で契約を更改した。
2015年は2月のキャンプイン直後に右肘痛、6月には右肩を痛めて離脱。この年は一軍登板が無くシーズンを終え、二軍でも10試合の登板で0勝2敗・防御率7.40という成績にとどまった。シーズン終了後に参加したフェニックスリーグでは、チームトップの4試合に先発して防御率2.78を記録。オフに現状維持となる推定年俸600万円で契約を更改した。
2016年は初めて春季キャンプを一軍でスタートし、開幕は二軍で迎えたが、4月10日に出場選手登録。同12日のロッテ戦で2シーズンぶりの一軍登板を果たすも、1回3安打3四球4失点、続く14日の同カードでも中村奨吾に2点本塁打を打たれて1回2失点と振るわず、この2試合のみで4月21日に出場選手登録を抹消された。9月9日に再登録され、同22日に登録抹消となったものの、登板した4試合では全て無失点に抑えた。この年は、二軍では27試合に登板して6勝4敗5セーブ・防御率2.60、一軍では6試合に登板して防御率7.71を記録。オフに50万円増となる推定年俸650万円で契約を更改した。
2017年は開幕2試合目の先発を予定していた安樂智大が3月23日に右大腿二頭筋損傷で離脱、さらには開幕投手を予定していた岸孝之が同25日にインフルエンザに罹患して登板回避と開幕直前に先発陣のアクシデントが続いた事態を受け、自身初の開幕ローテーション入りを果たし、開幕3試合目のオリックス・バファローズ戦でプロ初先発となったが、4回途中4失点で勝敗は付かなかった。翌4月4日に出場選手登録を抹消されて以降はローテーションの谷間での先発登板を重ねた。シーズン最後の一軍登板となった10月5日のロッテ戦では、9回裏二死二・三塁から井上晴哉の内野安打でサヨナラ負けを喫したものの、8回2/3を7安打4奪三振3失点という内容でプロ初完投を無四死球で記録した。この年は、二軍では17試合に登板して8勝4敗・防御率2.81、一軍では5試合の先発登板で0勝2敗・防御率4.15を記録し、オフに100万円増となる推定年俸750万円で契約を更改。12月24日には、同じ佐賀県出身の一般女性と結婚した。
2018年は開幕を二軍で迎えたものの、イースタン・リーグでは7試合に登板し、同リーグトップの防御率0.61を記録すると、交流戦開幕となる5月29日の横浜DeNAベイスターズ戦でシーズン初登板初先発。4回表の第2打席でプロ初安打初打点となる同点適時打を放ったが、直後の4回裏に2点を失い、5回3失点で敗戦投手となった。ただ、続く6月5日の読売ジャイアンツ戦では5回6安打8奪三振3四球1失点という内容でプロ初勝利を挙げた。その後は先発ローテーションを回り、7月終了時点では9試合の先発登板で4勝3敗・防御率3.77を記録し、8月以降は6回2/3以上を2失点以下に抑えた登板が5試合あったが、うち2度は勝敗が付かず、3度敗戦投手となるなど、打線やリリーフ陣と噛み合わなかった。8月以降は未勝利であったが、シーズン終了まで先発ローテーションを守り、この年は17試合の先発登板で4勝9敗・防御率4.13を記録。オフに850万円増となる推定年俸1600万円で契約を更改した。
2019年は投手会長に就任。ただ、2月のキャンプイン直前に右肩の違和感を発症しており、ストレートの球威を取り戻すのに時間を要し、開幕を二軍で迎えた。4月25日の日本ハム戦でシーズン初登板初先発となり、6回1失点の好投も勝敗付かず。この試合を含めて3試合連続でQSを記録しながらも、白星には恵まれなかった。5月22日の日本ハム戦では5回3失点でシーズン初勝利を挙げたが、6月5日の巨人戦では5回0/3を1失点で勝敗付かず。7試合の先発登板で1勝2敗・防御率4.74という成績で翌6日に出場選手登録を抹消された。6月22日のDeNA戦で約2週間ぶりの先発となり、1回表に6点の援護を貰ったが、1/3回を3安打4四球7失点の大炎上で降板。勝敗は付かなかったものの、翌23日に出場選手登録を抹消された。

### 巨人時代
2019年7月7日に和田恋との交換トレードにより、読売ジャイアンツへ移籍。翌8日に入団会見が行われ、背番号は67と発表された。7月24日の東京ヤクルトスワローズ戦で移籍後初登板初先発を果たしたが、1回4失点で降板し、試合後には二軍再調整が決定した。9月22日にリリーフとして出場選手登録され、翌23日のヤクルト戦で1点ビハインドの5回裏から移籍後2試合目の登板となり、3回5奪三振のパーフェクトピッチングを見せると、8回表にチームが逆転したことで古川に移籍後初勝利が記録された。移籍後は3試合（1先発）の登板で1勝1敗・防御率7.20という成績であり、オフに現状維持となる推定年俸1600万円で契約を更改。その後、11月16日から開催されたプエルトリコウインターリーグに派遣され、7試合の登板で2勝2敗・防御率2.04を記録した。プエルトリコ滞在中の12月10日には、巨人での背番号が40に変更となったことが球団から発表された。
2020年はオープン戦で好調を維持していたが、新型コロナウイルスの影響で開幕延期。6月19日の開幕は一軍で迎えたものの、1試合に登板したのみで同25日に出場選手登録を抹消された。トラックマンなどのデータは例年と変わらないにもかかわらず、打者に捉えられる原因不明の不調に悩まされ、シーズン終盤にようやく復調すると、10月6日に出場選手登録。ただ、4登板中2試合で失点と結果を残せず、同28日に登録抹消となり、そのまま二軍でシーズンを終えた。この年は5試合の登板で防御率11.57という成績にとどまり、オフに300万円減となる推定年俸1300万円で契約を更改。また、12月22日には背番号が63に変更となったことが球団から発表された。
2021年は開幕から二軍での調整が続き、9月12日に出場選手登録され、同17日のヤクルト戦でシーズン初登板となるも、塩見泰隆に満塁本塁打を打たれるなど、2回3安打4四死球4失点。翌18日に出場選手登録を抹消されると、そのまま二軍でシーズンを終え、この年の一軍登板は前述の1試合のみに終わった。イースタン・リーグでは36試合に登板し、2勝1敗2セーブ・防御率2.18と安定した投球を続け、10月のフェニックスリーグでは自己最速の154km/hを計測したが、11月28日に球団から戦力外通告を受けた。現役続行を希望し、12月8日に開催されたトライアウトに参加。打者3人を相手に左安・二飛・中飛という結果であったものの、登板した22投手の中では最速タイの149km/hを計測した。

### 日本ハム時代
2021年12月13日に北海道日本ハムファイターズと育成選手契約を締結した。推定年俸は550万円、背番号は116。

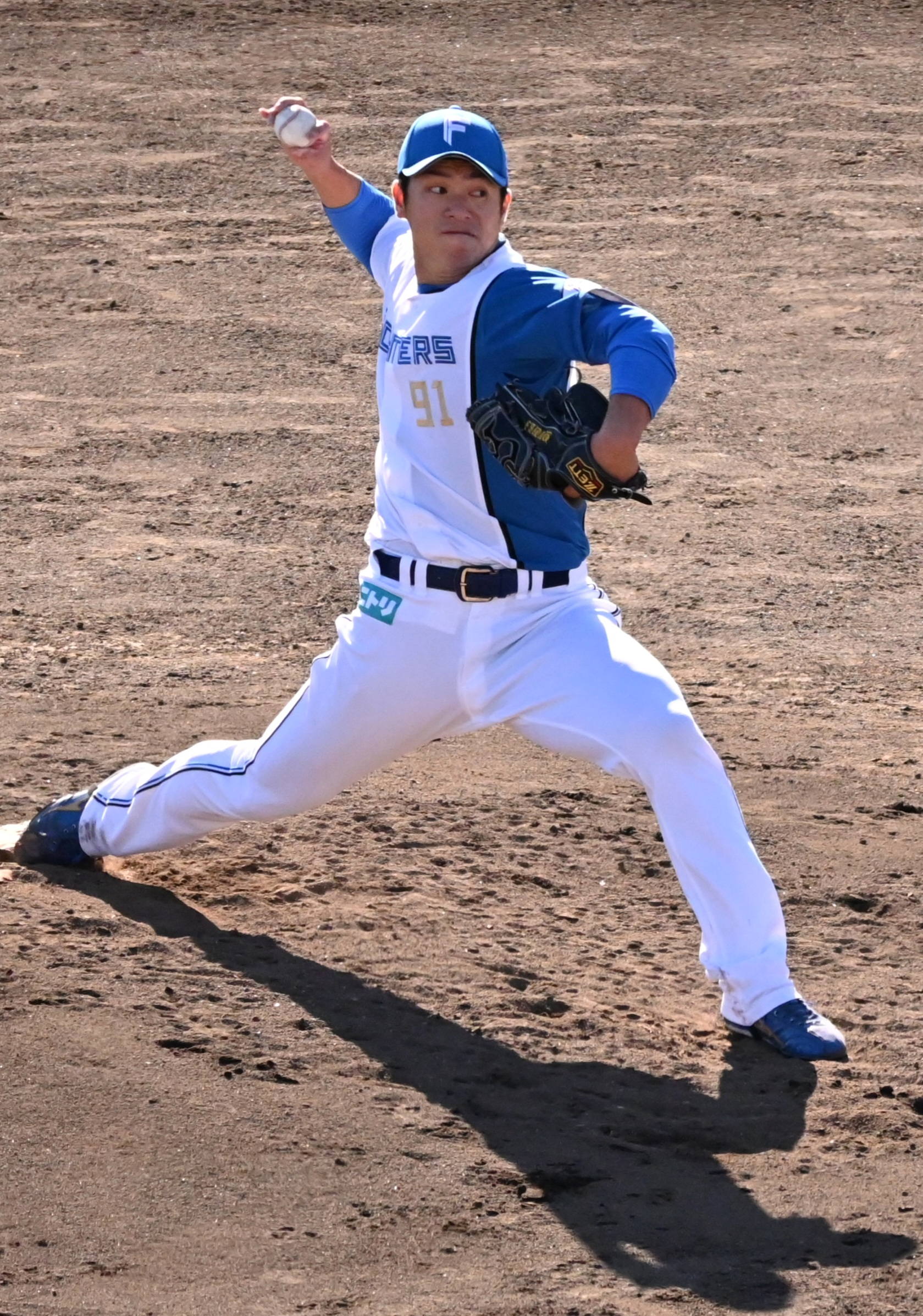
北海道日本ハムファイターズ時代
（2022年8月24日 帯広の森野球場）

2022年は春季キャンプを一軍でスタートすると、オープン戦では4試合・6イニングを投げて防御率0.00と結果を残し、3月20日の試合前に支配下選手登録。推定年俸は750万円、背番号は91に変更となった。リリーフとして開幕を一軍で迎え、3月31日の西武戦でプロ初ホールドを記録。6月17日のロッテ戦を終えた時点では、21試合の登板で0勝0敗2ホールド・防御率2.63という成績であったものの、この試合を最後に同20日に出場選手登録を抹消された。7月17日に特例2022の代替指名選手として再登録されたが、9月8日のロッテ戦では打者5人で被安打5、1/3回で4失点を喫して以降は登板機会が無く、同24日に登録抹消。そのまま二軍でシーズンを終えたが、新庄剛志新監督が“トライアウト”と位置づけた1年の中、チーム6位の34試合に登板し、0勝1敗3ホールド・防御率4.08を記録した。11月30日に550万円増となる推定年俸1300万円で契約を更改した。

### ソフトバンク時代
2022年12月9日、初めて開催された現役ドラフトにて、地元・九州の福岡ソフトバンクホークスから1巡目で指名され移籍した。同14日に入団会見が行われ、背番号は63と発表された。
2023年は春季キャンプをB組でスタートしたものの、2月28日からA組に合流すると、アピールを続け、3月31日の開幕を一軍で迎えた。ただ、4月4日のオリックス戦での移籍後初登板後は、中16日も登板間隔が空き、5月3日のオリックス戦でのシーズン5試合目の登板後は、同19日の二軍戦に中15日で調整登板することがあったなど、登板機会に恵まれなかった。その後、交流戦に入って2試合連続失点を喫すると、6月1日に出場選手登録を抹消された。二軍では25試合の登板で防御率1.01と好調を維持し、8月29日に再登録されたが、1試合に登板したのみで藤本博史監督から「チームの編成上、申し訳ない」と二軍降格を告げられ、9月1日に登録抹消。その後の一軍再昇格は果たせずにシーズンを終えた。この年の一軍登板は9試合にとどまったが、ストレートの平均球速は向上。二軍では34試合の登板で2勝2敗・防御率1.43、奪三振割合も27.6％と好成績を残したが、10月22日に球団から戦力外通告を受け、「体は全然元気だし、真っすぐの平均スピードもまだまだ上がっているので。僕の真っすぐを見てほしいですね」と現役続行を希望した。その後、NPBを含む複数のチームからオファーがあったものの、11月18日に育成選手として再契約を結んだことが発表された。
2024年、10月7日に戦力外通告を受けた。12月1日に自身のインスタグラムにおいて現役引退を表明。

### 現役引退後
引退後もソフトバンク球団に残り、一軍アナリストに転身。

## 選手としての特徴
最速154km/hのストレート、スライダー、カットボール、カーブ、フォーク、チェンジアップを投じる。
アマチュア時代、試合で味方選手が失策を犯したときに不満の表情を顔に見せることがあったが、高校時代にエースの自覚が芽生えてからはそのような表情は見せなくなった。エースとして臨んだ高校2年秋の佐賀県大会準々決勝で神埼清明高校に敗れたことを境に、体力の強化に励んだ結果、ストレートの球速が10km/hほど上昇。変化球のコントロールも改善したことによって、奪三振数が増えた。3年夏の選手権佐賀県大会では、感情を一切顔に出さないほどのマウンド度胸も、NPB球団のスカウトに評価された。

## 人物
中学2年生の時に、実母が運転する自家用車に同乗中、踏切内で座り込んでいた女性を目撃し、女性を踏切の外へ運び出して救護したことにより佐賀県警察武雄警察署や佐賀県教育委員会から表彰を受けた。
書道8段の腕前を持ち、少年時代は巨人、ソフトバンクファンで松井秀喜に憧れていた。
2016年、推定年俸600万円ながら自らを追い込むために約550万円の高級スポーツカーを購入した。
プロキャリアにおける3度の移籍は、それぞれトレード、自由契約、現役ドラフトと異なる手段で経験している。

## 詳細情報

### 年度別投手成績
| 年 度     | 球 団        | 登 板 | 先 発 | 完 投 | 完 封 | 無 四 球 | 勝 利 | 敗 戦 | セ 丨 ブ | ホ 丨 ル ド | 勝 率 | 打 者 | 投 球 回 | 被 安 打 | 被 本 塁 打 | 与 四 球 | 敬 遠 | 与 死 球 | 奪 三 振 | 暴 投 | ボ 丨 ク | 失 点 | 自 責 点 | 防 御 率 | W H I P |
| --------- | ------------ | ----- | ----- | ----- | ----- | -------- | ----- | ----- | -------- | ----------- | ----- | ----- | -------- | -------- | ----------- | -------- | ----- | -------- | -------- | ----- | -------- | ----- | -------- | -------- | ------- |
| 2014      | 楽天         | 2     | 0     | 0     | 0     | 0        | 0     | 0     | 0        | 0           | ----  | 12    | 2.0      | 3        | 0           | 3        | 0     | 0        | 1        | 0     | 0        | 1     | 1        | 4.50     | 3.00    |
| 2016      | 楽天         | 6     | 0     | 0     | 0     | 0        | 0     | 0     | 0        | 0           | ----  | 30    | 7.0      | 5        | 1           | 5        | 0     | 1        | 4        | 0     | 0        | 6     | 6        | 7.71     | 1.43    |
| 2017      | 楽天         | 5     | 5     | 1     | 0     | 1        | 0     | 2     | 0        | 0           | .000  | 112   | 26.0     | 24       | 1           | 9        | 0     | 2        | 15       | 1     | 0        | 12    | 12       | 4.15     | 1.27    |
| 2018      | 楽天         | 18    | 17    | 0     | 0     | 0        | 4     | 9     | 0        | 0           | .308  | 419   | 98.0     | 93       | 11          | 46       | 1     | 1        | 77       | 4     | 0        | 46    | 45       | 4.13     | 1.42    |
| 2019      | 楽天         | 8     | 8     | 0     | 0     | 0        | 1     | 2     | 0        | 0           | .333  | 170   | 38.1     | 37       | 6           | 21       | 0     | 0        | 31       | 1     | 0        | 27    | 27       | 6.34     | 1.51    |
| 2019      | 巨人         | 3     | 1     | 0     | 0     | 0        | 1     | 1     | 0        | 0           | .500  | 21    | 5.0      | 4        | 0           | 2        | 0     | 0        | 10       | 0     | 0        | 4     | 4        | 7.20     | 1.20    |
| '19計     | 巨人         | 11    | 9     | 0     | 0     | 0        | 2     | 3     | 0        | 0           | .400  | 191   | 43.1     | 41       | 6           | 23       | 0     | 0        | 41       | 1     | 0        | 31    | 31       | 6.44     | 1.48    |
| 2020      | 巨人         | 5     | 0     | 0     | 0     | 0        | 0     | 0     | 0        | 0           | ----  | 26    | 4.2      | 12       | 1           | 1        | 1     | 0        | 4        | 1     | 0        | 6     | 6        | 11.57    | 2.79    |
| 2021      | 巨人         | 1     | 0     | 0     | 0     | 0        | 0     | 0     | 0        | 0           | ----  | 11    | 2.0      | 3        | 1           | 3        | 1     | 1        | 0        | 0     | 0        | 4     | 4        | 18.00    | 3.00    |
| 2022      | 日本ハム     | 34    | 0     | 0     | 0     | 0        | 0     | 1     | 0        | 3           | .000  | 162   | 35.1     | 37       | 3           | 24       | 2     | 2        | 32       | 1     | 0        | 17    | 16       | 4.08     | 1.73    |
| 2023      | ソフトバンク | 9     | 0     | 0     | 0     | 0        | 0     | 0     | 0        | 0           | ----  | 42    | 10.0     | 12       | 3           | 1        | 0     | 0        | 10       | 0     | 0        | 5     | 5        | 4.50     | 1.30    |
| 通算：9年 | 通算：9年    | 91    | 31    | 1     | 0     | 1        | 6     | 15    | 0        | 3           | .286  | 1005  | 228.1    | 230      | 27          | 115      | 5     | 7        | 184      | 8     | 0        | 128   | 126      | 4.97     | 1.51    |

- 2023年度シーズン終了時

### 年度別守備成績
| 年 度 | 球 団        | 投手  | 投手  | 投手  | 投手  | 投手  | 投手     |
| 年 度 | 球 団        | 試 合 | 刺 殺 | 補 殺 | 失 策 | 併 殺 | 守 備 率 |
| ----- | ------------ | ----- | ----- | ----- | ----- | ----- | -------- |
| 2014  | 楽天         | 2     | 0     | 1     | 0     | 0     | 1.000    |
| 2016  | 楽天         | 6     | 0     | 2     | 0     | 0     | 1.000    |
| 2017  | 楽天         | 5     | 1     | 5     | 1     | 0     | .857     |
| 2018  | 楽天         | 18    | 2     | 8     | 1     | 0     | .909     |
| 2019  | 楽天         | 8     | 1     | 3     | 0     | 1     | 1.000    |
| 2019  | 巨人         | 3     | 0     | 0     | 0     | 0     | ----     |
| '19計 | 巨人         | 11    | 1     | 3     | 0     | 1     | 1.000    |
| 2020  | 巨人         | 5     | 0     | 0     | 0     | 0     | ----     |
| 2021  | 巨人         | 1     | 0     | 1     | 0     | 0     | 1.000    |
| 2022  | 日本ハム     | 34    | 7     | 2     | 0     | 1     | 1.000    |
| 2023  | ソフトバンク | 9     | 0     | 4     | 0     | 0     | 1.000    |
| 通算  | 通算         | 91    | 11    | 26    | 2     | 2     | .949     |

- 2023年度シーズン終了時

### 記録
初記録
投手記録
- 初登板：2014年9月14日、対埼玉西武ライオンズ20回戦（西武ドーム）、7回裏に3番手で救援登板、1回1失点
- 初奪三振：同上、7回裏に山川穂高から空振り三振
- 初先発登板：2017年4月2日、対オリックス・バファローズ3回戦（京セラドーム大阪）、3回1/3を4失点で勝敗つかず
- 初完投：2017年10月5日、対千葉ロッテマリーンズ24回戦（ZOZOマリンスタジアム）、8回2/3を3失点で敗戦投手
- 初勝利・初先発勝利：2018年6月5日、対読売ジャイアンツ1回戦（東京ドーム）、5回1失点
- 初ホールド：2022年3月31日、対埼玉西武ライオンズ3回戦（札幌ドーム）、6回表に2番手で救援登板、1回無失点

打撃記録
- 初打席：2017年6月2日、対中日ドラゴンズ1回戦（ナゴヤドーム）、3回表に小笠原慎之介から空振り三振
- 初安打・初打点：2018年5月29日、対横浜DeNAベイスターズ1回戦（横浜スタジアム）、4回表にジョー・ウィーランドから中前適時打

その他の記録
- 同一年に2球団で勝利 ※2017年のエドウィン・エスコバー以来2年ぶり、史上10人目[147]
  - 2019年5月22日、対北海道日本ハムファイターズ11回戦（札幌ドーム）、5回3失点で勝利投手（東北楽天ゴールデンイーグルス時代）
  - 2019年9月23日、対東京ヤクルトスワローズ24回戦（明治神宮野球場）、5回裏に2番手で救援登板、3回無失点で勝利投手（読売ジャイアンツ時代）

### 背番号
- 60（2014年 - 2019年7月7日）
- 67（2019年7月8日 - 同年終了）
- 40（2020年）
- 63（2021年、2023年）
- 116（2022年 - 同年3月19日）
- 91（2022年3月20日 - 同年終了）
- 125（2024年）

### 登場曲
- 「RHYTHM OF THE SUN」ケツメイシ（2015年）
- 「Go Hard or Go Home」Wiz Khalifa & Iggy Azalea（2016年 - 2018年、2019年7月 - 2021年）
- 「For The Future」平井大（2018年）
- 「ピースサイン」米津玄師（2019年 - 同年6月終了）
- 「I Love It」アイコナ・ポップ（2022年）